# الصالحية (الأحساء)
25°22′01″N 49°35′05″E / 25.3669383°N 49.5846997°E

الصالحية من أقدم الأحياء في الهفوف في المنطقة الشرقية في المملكة العربية السعودية، ، أسست سنة 1906 وقد سعى راشد بن عبد اللطيف آل الشيخ مبارك في بناء محلة خاصة بالأسرة آل الشيخ مبارك و من أراد مجاورتهم، و استصدر الإذن من السلطان العثماني فجاءته الموافقة في عهد نجيب باشا فأسس المحلة و سماها بالصالحية. 

## الموقع
يقع حي الصالحية في مدينة الهفوف بمحافظة الأحساء غرب طريق الملك عبد الله وجنوب طريق الأمير سلطان، ويحده من الناحية الشمالية حي الفاضلية ومن الناحية الجنوبية حي الروضة ومن الناحية الغربية حي الرفعة الجنوبية. يبعد حي الشهابية عن العاصمة الرياض 326 كم.

## النقل
يمر من خلالها طريق آبي بكر الصديق ويمر بجانبها طريق الأمير سلطان وطريق الملك عبد العزيز وطريق أبي ذر الغفاري.

## المرافق
مسجد مقبرة الصالحية، ومسجد دواسر، ومسجد ادريس بالصالحية، ومسجد بن خميس، وجامع الصالحية، ومدرسة الابتدائية السابعة بالهفوف بنات، والروضة الثامنة بالهفوف، ومركز شرطة الصالحية، ومستشفى المانع العام بالهفوف، ومركز إكرام الموتى بالأحساء.